# Kjørsvikbugen
Kjørsvikbugen är en ort i Aure kommun i Møre og Romsdal fylke i västra Norge. Orten ligger vid fylkesväg 680, på den södra sidan av havsområdet Trondheimsleden, nära gränsen till Heims kommun och Trøndelag fylke. Väster om orten ligger industrianläggningen Tjeldbergodden.

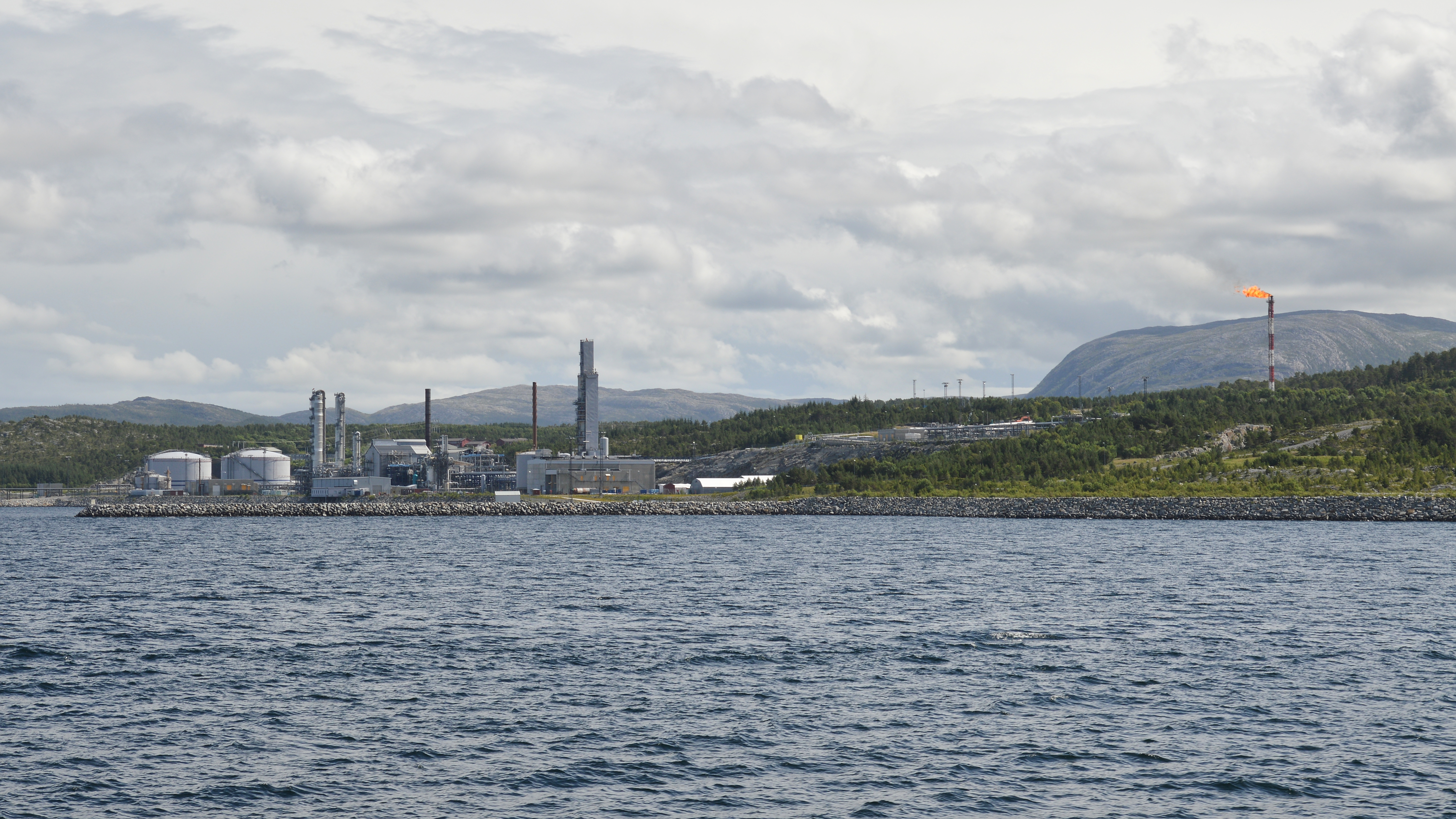
Tjeldbergodden.